# La Curullada
La Curullada és un poble de 47 habitants pertanyent al municipi de Granyanella (Segarra), del qual és el cap administratiu.
Fins a mitjans del segle xix fou un municipi independent.
el nom del qual fins al segle xv era el de la Cruïllada. Fou fundat a la vall, a la dreta del riu d'Ondara. Des del segle xv s'anà edificant el poble prop del camí que antigament es dirigia a la Figuerosa i Agramunt, al voltant del castell de la Curullada. Aquest que pertanyia als Saportella fins al 1376, el bescanviaren amb els Desvall pel castell de Montpaó (conservaren, però, la veïna torre i quadra de Saportella). El castell fou refet al començament del segle xvii i al seu costat fou bastida la nova església parroquial de Sant Pere.
L'antiga capella de Sant Pere de la Curullada, esmentada com a Sanctus Petrus de Cruciata al segle xii, era romànica, i al seu redós hi ha sepulcres cavats a la roca, antropomorfs.
La Quadra d'en Portella, o de Saportella, és una partida de la Curullada, situada a la vall, prop del terme de Cervera. La torre d'en Portella és la gran casa senyorial, ben fortificada, que és al centre dels bons conreus del riu d'Ondara, dominant els camins de la vall.